# Marussia Motors
Marussia Motors Company war ein russischer Autohersteller aus Moskau.

## Geschichte

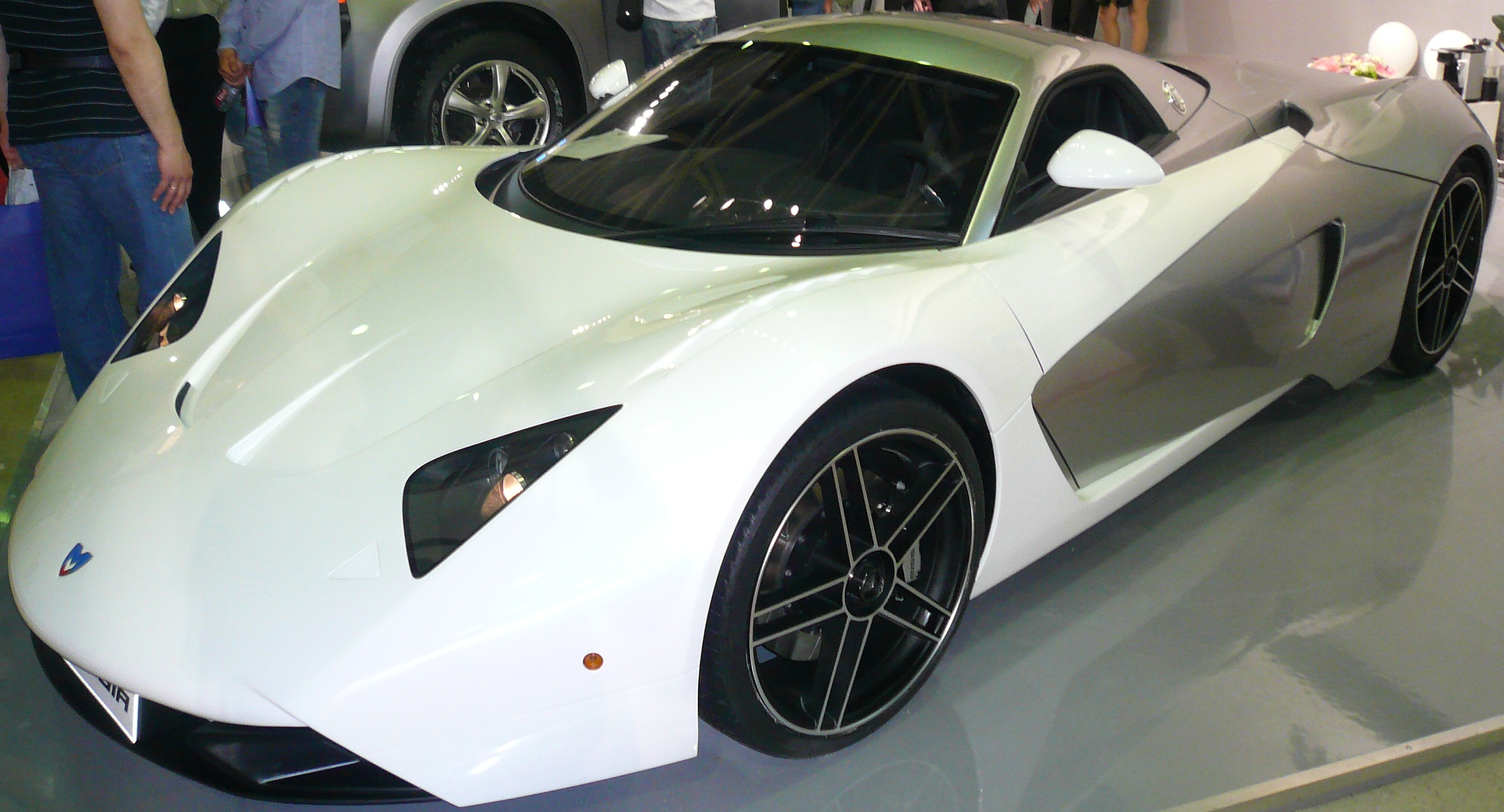
Marussia B1

Das Unternehmen wurde 2007 vom Fernsehmoderator und ehemaligen Motorsportler Nikolai Fomenko, von Andrei Tscheglakow und Jefim Ostrowski gegründet. Marussia Motors war der erste Sportwagenbauer in der Premium-Klasse in Russland. Anspruch des Unternehmens war es, mit den weltweit besten Supersportwagenherstellern zu konkurrieren.
Am 16. Dezember 2008 präsentierte Nikolai Fomenko in Moskau den ersten Prototyp des Unternehmens, den B1. Das zweite Modell B2 wurde auf der Internationalen Automobil-Ausstellung in Frankfurt am Main im September 2009 gezeigt. In den Fahrzeugen wurden 3,5-Liter-V6-Motoren mit 309 kW von Cosworth eingesetzt. In Planung waren Motoren mit höherer Leistung sowie Elektroautos. Am 12. März 2010 wurde auf der Svyaz-Expocomm 2010 der Prototyp des SUV F2 gezeigt.
Es war geplant, 3000 Autos im Jahr zu produzieren. Die Modelle, deren optische Details Kundenwünschen angepasst werden konnten, wurden zu Preisen ab etwa 100.000 Euro angeboten.
2010 erwarb die Firma einen signifikanten Anteil des Formel-1-Teams Virgin Racing. In der Formel-1-Weltmeisterschaft 2011 trat der Rennstall unter dem Namen Marussia Virgin Racing an. Zur Saison 2012 übernahm Marussia den Rennstall komplett und trat unter eigenem Namen Marussia F1 Team an. Am 27. Oktober 2014 gab das Unternehmen bekannt, dass das Marussia F1 Team insolvent sei. Dem Rennstall gelang es dennoch, einen Startplatz für die Formel-1-Weltmeisterschaft 2015 zu sichern. Mit einem neuen Eigentümer ging er als Manor Marussia F1 Team an den Start. Die Fahrzeuge waren erneut mit einem Ferrari-Motor ausgestattet.
Im April 2014 wurden alle Angestellten entlassen und das Unternehmen meldete Insolvenz an.

## Modelle

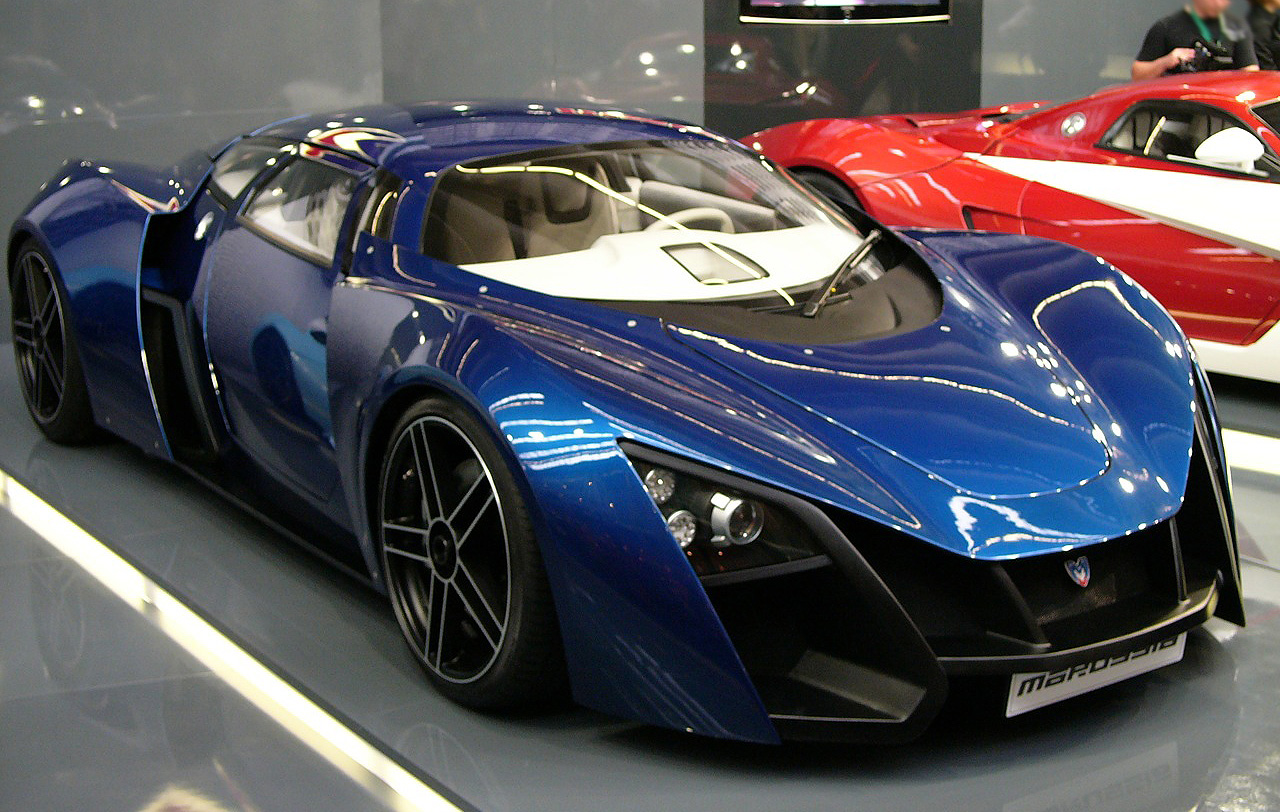
Marussia B2

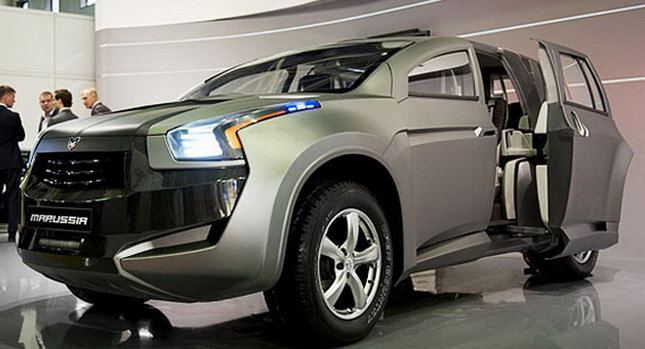
Marussia F2

- Marussia B1
- Marussia B2
- Marussia F2 SUV